# Вишівська Долина
Вишівська Дοлина, або Вишавська Долина (Валя-Вішеулуй; рум. Valea Vișeului) — село в Румунії, в повіті Марамуреш. Входить до складу комуни Бістра.

## Географія
Село розташоване на відстані 414 км на північ від Бухареста, 50 км на північний схід від Бая-Маре, 133 км на північ від Клуж-Напоки.
Село розташоване на південь від кордону з Україною. На північному заході від Вишівської Долини річка Вішеу впадає в Тису. У селі діють православна і католицька церкви.
Валя Вишеулуй  - це важливий залізничний вузол в повіті Марамуреш, що має прямі зв'язки з деякими з головних міст Румунії, таких як Бухарест, Тімішоара, Клуж-Напока або Мангалія (тільки влітку). Двічі на день курсує потяг «Мармароський експрес» Рахів (Україна) – Вишівська Долина (Румунія).

## Видатні уродженці
- Клемпуш Гаврило Юрійович (1910—1990) — український поет. У селі розташований меморіальний будинок поета.[3]
- Ярослава-Орися Колотило — голова Бухарестської філії Союзу українців Румунії.

## Населення
За даними перепису населення 2002 року у селі проживали 1646 осіб.
Національний склад населення села:
| Національність | Кількість осіб | Відсоток |
| -------------- | -------------- | -------- |
| українці       | 1590           | 96,6 %   |
| румуни         | 54             | 3,3 %    |

Рідною мовою назвали:
| Мова       | Кількість осіб | Відсоток |
| ---------- | -------------- | -------- |
| українська | 1592           | 96,7 %   |
| румунська  | 52             | 3,2 %    |

## Галерея

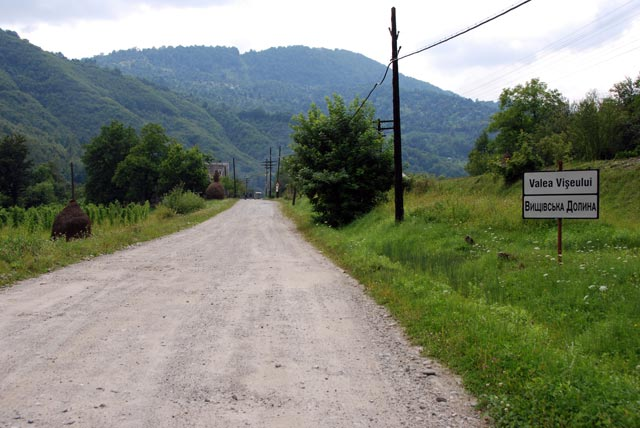
В'їзд до села
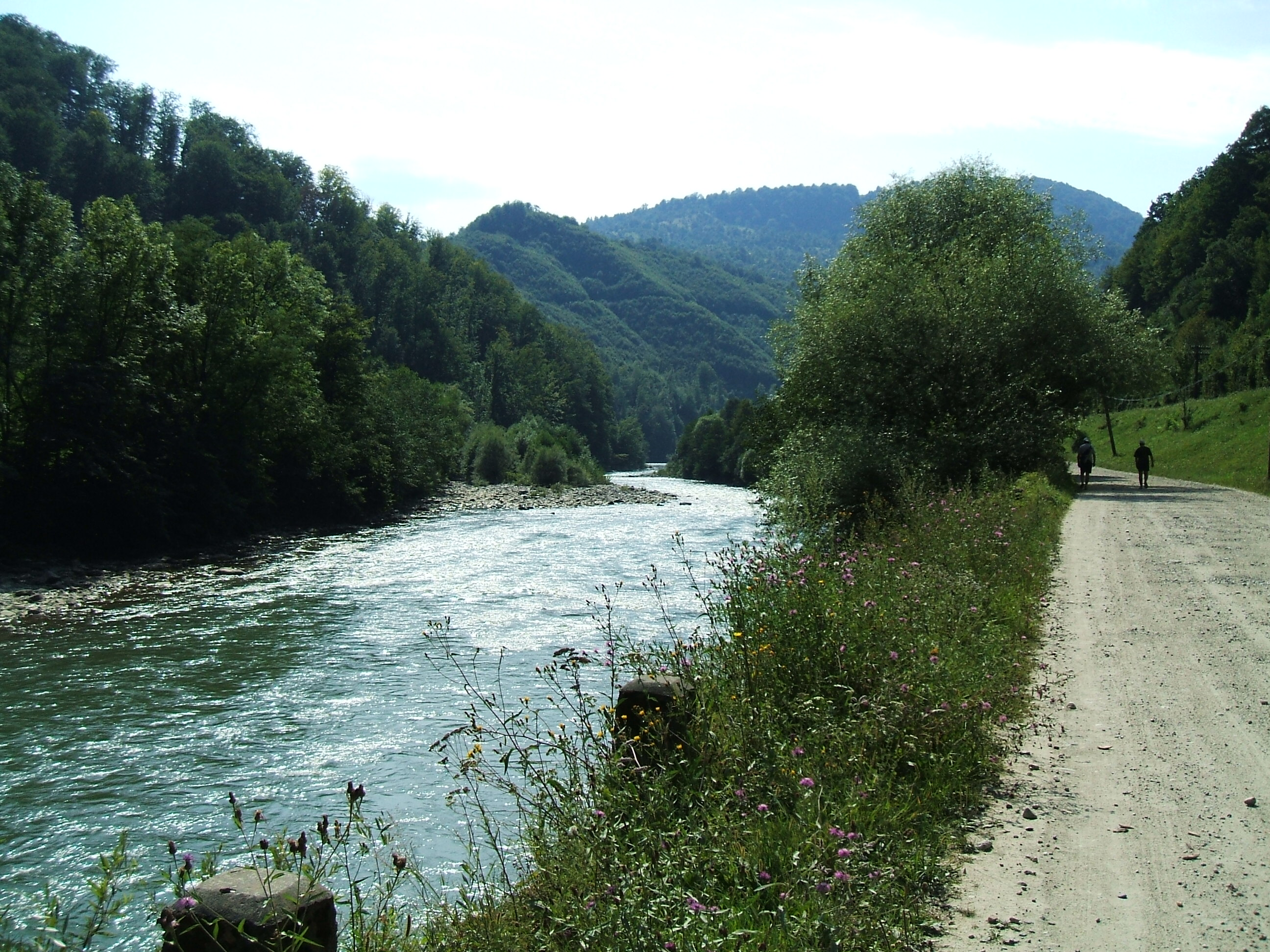
Річка Вішеу
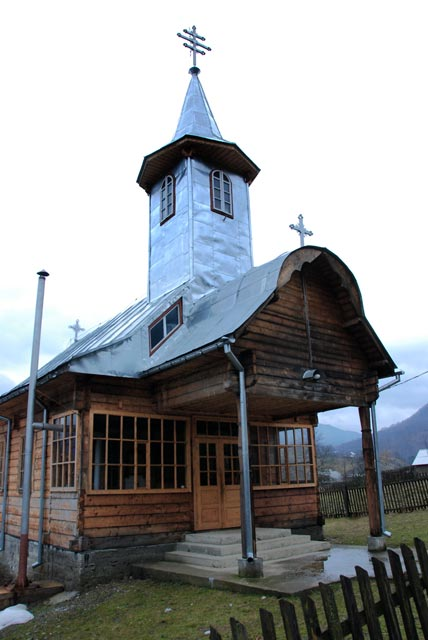
Дерев'яна церква
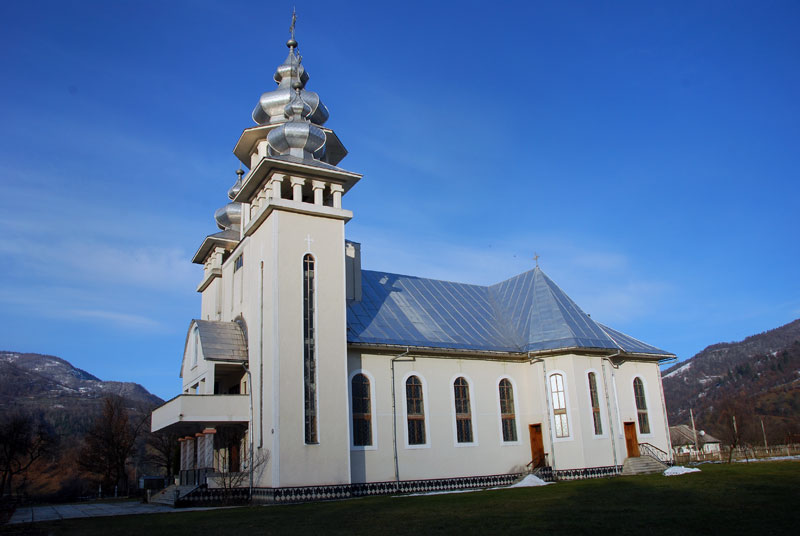
Православна церква
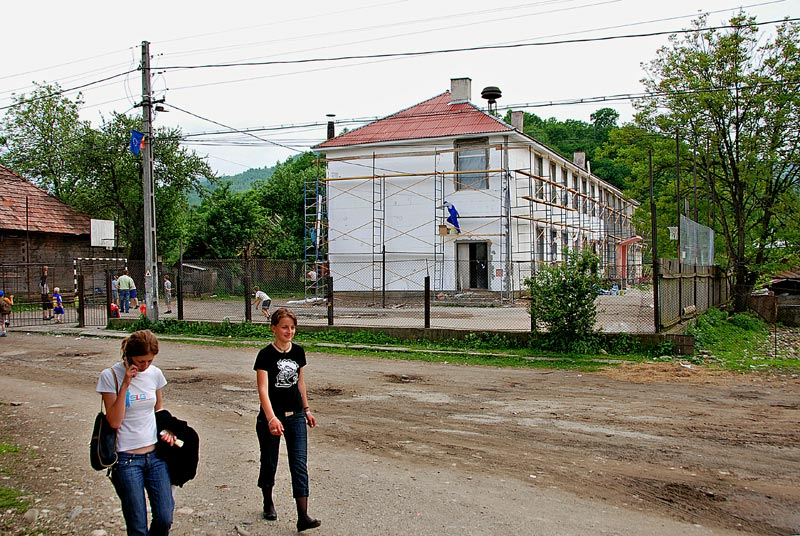
Школа
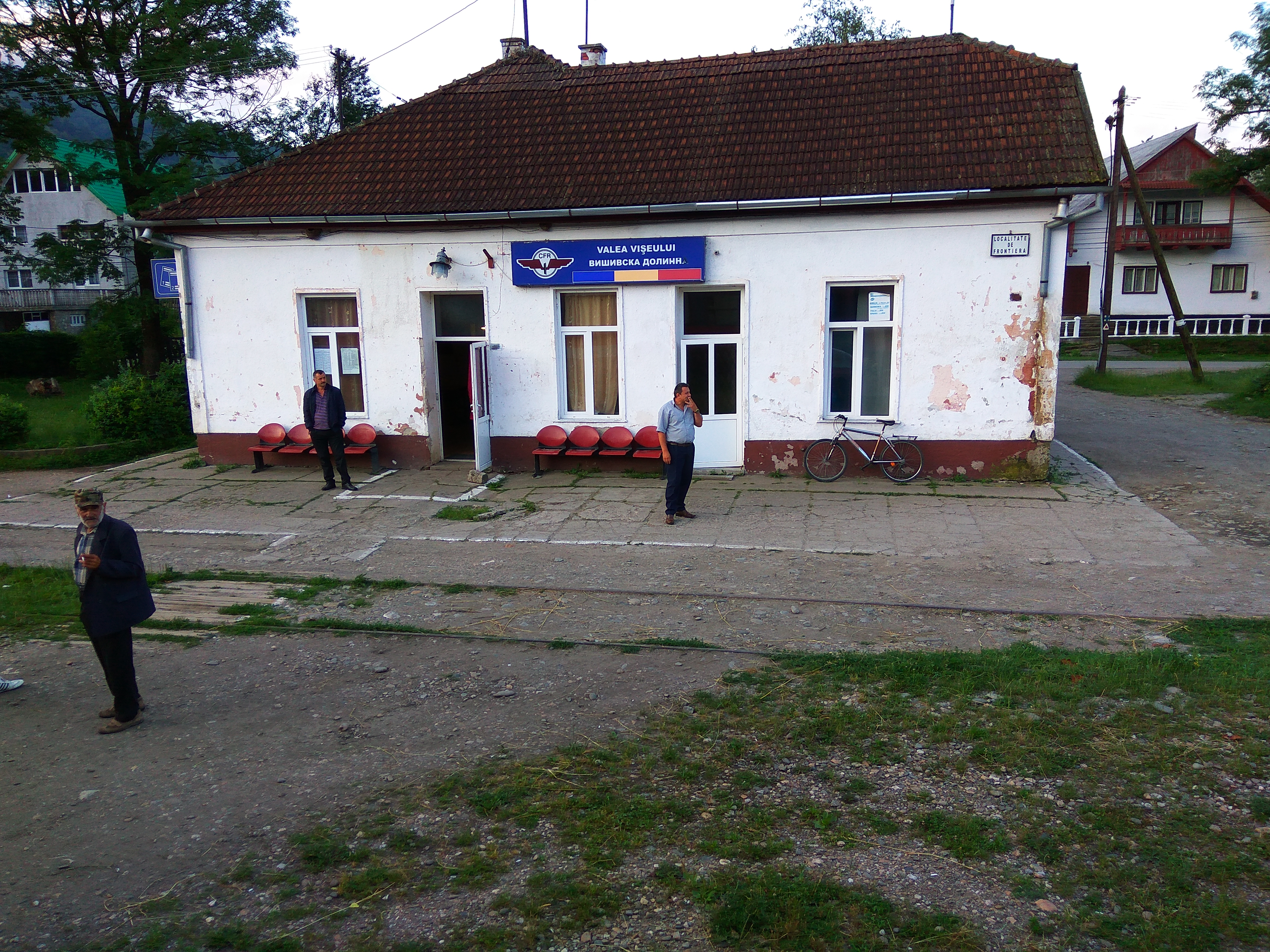
Залізнична станція
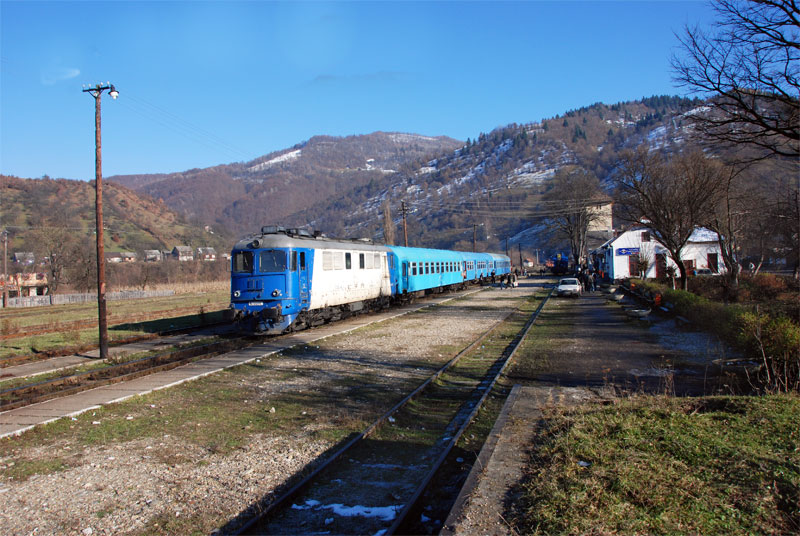
Потяг на залізничній станції